# Liste gebührenpflichtiger Strassen in der Schweiz
Es existieren zahlreiche kostenpflichtige Strassen in der Schweiz, oft handelt sich um Bewilligungen zum Befahren mit Motorfahrzeugen.
Mautstrassen sind in der Schweiz grundsätzlich verboten (Art. 82 Abs. 3 BV). Diese Bestimmung hat ihren Hintergrund in den zahlreichen Wegzöllen, die im 19. Jahrhundert Handel und Wirtschaft übermässig behindert hatten. Ausnahmen hiervon müssen von der Bundesversammlung beschlossen werden, sofern sie nicht in der Verfassung verankert sind (so die LSVA und die Autobahnvignette, Art. 85 und Art. 85a BV). Deshalb werden diese Gebühren oft als Parkgebühren erhoben. Spezialfälle sind der Grosse-St.-Bernhard-Tunnel, für den die Bundesversammlung den Betrieb durch ein gemischtwirtschaftliches binationales Unternehmen beschlossen hat, und der private Munt-la-Schera-Tunnel.
Der Bund hat 2012 eine Auslegeordnung für die Möglichkeit von Strassenbenutzungsgebühren vorgelegt.
| Bezeichnung                                                 | Kanton     | Verlauf                                                 | Länge       | Eröffnung | Abbildung                                                            | Gebühr | Anmerkungen |
| ----------------------------------------------------------- | ---------- | ------------------------------------------------------- | ----------- | --- | -------------------------------------------------------------------- | --- | --- |
| Alpstrasse Alp Sellamatt (Gemeinde Wildhaus-Alt St. Johann) | SG         | Hinterschwendi – Sellamatt                              | ca. 6 km    | Bild gesucht Die Wikipedia wünscht sich an dieser Stelle ein Bild vom hier behandelten Ort. Weitere Infos zum Motiv findest du vielleicht auf der Diskussionsseite . Falls du dabei helfen möchtest, erklärt die Anleitung , wie das geht. BW | CHF 10/Tag oder CHF 20/Woche für Bewilligung                         | Betreiber: Gemeinschaftliches Unternehmen Alpenstrasse Churfirsten, Unterwasser                           | |
| Munt-la-Schera-Tunnel                                       | GR         | Kanton Graubünden (CH) – Provinz Sondrio (I)            | 3,4 km      | 1968 | Nördliches Portal des Munt-la-Schera-Tunnels                         | CHF 11–90 (je nach Fahrzeugart, Fahrkartenart und Saison)                                                 | Der Tunnel verfügt über eine einspurige Fahrbahn. Die Verkehrsregelung erfolgt mit Ampeln. Betreiber: Engadiner Kraftwerke AG |
| Grosser-St.-Bernhard-Tunnel                                 | VS/Italien | Martigny (CH) – Aostatal (I)                            | 5,8 km      | 1964 | Grosser-St.-Bernhard-Tunnel                                          | | Betreiber: Société Italo-Suisse d’exploitation du Tunnel du Grand-Saint-Bernard SA                                            |
| Calfreisen – Balnettis (Gemeinde Arosa)                     | GR         |                                                         |             | | Maiensäss Balnettis mit Zufahrtsstrasse von Calfreisen               | CHF 10 für 24 Stunden                                                                                     | |
| Castiel – Lafet inkl. Parvig (Gemeinde Arosa)               | GR         |                                                         |             | | Maiensäss Parvig mit Zufahrtsstrasse von Castiel                     | CHF 10 für 24 Stunden                                                                                     | |
| Lüen – Galgenbüel (Gemeinde Arosa)                          | GR         |                                                         |             | | Verbindungsstrasse Galgenbühl – Lüen mit Schanfiggerstrasse (rechts) | CHF 10 für 24 Stunden                                                                                     | |
| Pagig – Triemel inkl. Bargun (Gemeinde Arosa)               | GR         |                                                         |             | | Pagig mit Verbindungsstrasse nach Triemel                            | CHF 10 für 24 Stunden                                                                                     | |
| Fatschél – Calmiez (Gemeinde Arosa)                         | GR         |                                                         |             | | Verbindungsstrasse von Fatschél nach Calmiez                         | CHF 10 für 24 Stunden                                                                                     | |
| Peist – Loos (Gemeinde Arosa)                               | GR         |                                                         |             | | Peist mit Verbindungsstrasse nach Loos (Steinstrasse)                | CHF 10 für 24 Stunden                                                                                     | |
| Peist – Peister Alp (Gemeinde Arosa)                        | GR         |                                                         |             | | Alpstrasse zur Peister Alp mit Schanfiggerstrasse (rechts)           | CHF 10 für 24 Stunden                                                                                     | |
| Langwies – Pirigen (Gemeinde Arosa)                         | GR         |                                                         |             | | Verbindungsstrasse Langwies – Pirigen bei Niggsch Egg                | CHF 10 für 24 Stunden                                                                                     | |
| Langwies – Fondei (Gemeinde Arosa)                          | GR         |                                                         |             | | Strassberg im Fondei mit Zufahrtsstrasse von Langwies                | CHF 10 für 24 Stunden                                                                                     | |
| Langwies – Sapün (Gemeinde Arosa)                           | GR         |                                                         |             | | Sapünerstrasse bei Langwies Saga                                     | CHF 10 für 24 Stunden                                                                                     | |
| Langwies – Medergen (Gemeinde Arosa)                        | GR         |                                                         |             | | Medergerstrasse bei der Sunnenrüti                                   | CHF 10 für 24 Stunden                                                                                     | |
| Kunkelspass zwischen Vättis und Tamins                      | SG/GR      |                                                         | Zirka 14 km | Erster Weltkrieg | Kunkelspass                                                          | CHF 20 pro Tag für Fahrzeuge unter 3,5 Tonnen. Motorrad 10 Franken. Jahres und Monatsbewilligung möglich. | Passstrasse zwischen Kanton St. Gallen und Kanton Graubünden nicht asphaltiert.                                               |
| Grönstrasse zwischen Sigriswil/Wiler und Beatenberg         | BE         | Wiler – Parkplatz Alp Grön (ins Justistal) – Beatenberg | ca. 6 km    | |                                                                      | CHF 5 für eine Tagesbewilligung                                                                           | Betreiber: Gemeinden Beatenberg und Sigriswil                                                                                 |
| Adelboden, Hahnenmoosstrasse                                | BE         | Gilbach bis Geilsbüel                                   |             | |                                                                      | CHF 8 für eine Tagesbewilligung (nur Sommer)                                                              | Im Winter nur für Zubringer                                                                                                   |
| Mühletal-Engstlenalp                                        | BE         | Hopflauenen – Engstlenalp                               | 13,4 km     | |                                                                      | Tageskarten CHF 5 bis 42 (gewichts-abhängig)                                                              | Weggenossenschaft Mühletal-Engstlenalp                                                                                        |
| Lombachalp                                                  | BE         | Habkern-Roteschwand (Lagerstutz) --Schwarzbach          | 6 km        | | Moorlandschaft bei Färrich                                           | 2 Zonen (CHF 8 bzw. 15) bis 4 Stunden, zeitabhängig mehr.                                                 | als Parkgebühr, Gemeindeverwaltung Habkern                                                                                    |
| Kiental-Gornerenstrasse                                     | BE         | Reichenbach Spiggenbachbrücke bis Griesalp              | ca. 7 km    | |                                                                      | CHF 3 bis 30 nach Fahrzeugtyp                                                                             | als Parkgebühr Gemeinde Reichenbach                                                                                           |
| Ergisch – Obermatten                                        | VS         | Ergisch – Obermatten – Tschorr-Alpe                     | ca. 11 km   | |                                                                      | CHF 5 Tagespauschale                                                                                      | Gemeinde Ergisch |
| Täsch – Zermatt                                             | VS         | Täsch – Zermatt                                         | ca. 4,7 km  | |                                                                      | CHF 56 Jahrespauschale                                                                                    | Nur für Einwohner, Arbeiter und Gütertransport gestattet                                                                      |